# Guldpixeln 2006
Guldpixeln 2006

## Vinnare

### Årets spel
1. The Legend of Zelda: Twilight Princess

### Årets actionspel
1. Gears of War

### Årets äventyrsspel
1. The Legend of Zelda: Twilight Princess

### Årets rollspel
1. Final Fantasy XII

### Årets strategispel
1. Medieval II: Total War

### Årets plattformsspel
1. New Super Mario Bros

### Årets sportspel
1. Fight Night Round 3

### Årets racingspel
1. Ridge Racer 7

### Årets beat 'em up-spel
1. Melty Blood

### Årets pusselspel
1. Gunpey

### Årets musikspel
1. Elite Beat Agents

### Årets svenska spel
1. GTR 2: FIA GT Racing Game

Föregående utdelning: 2005

Följande utdelning: 2007